# Donald Hatch Andrews
Donald Hatch Andrews (Southington, 1898 – 1973) è stato un chimico statunitense.

## Biografia
Dal 1936 al 1944 presiedette la cattedra del dipartimento di chimica presso l'Università Johns Hopkins, a Baltimora. Successivamente insegnò per tre anni anche alla Florida Atlantic University. A lui si devono alcuni studi sulle proprietà della materia a bassissime temperature e la costruzione di un bolometro superconduttore per la misurazione della temperatura di un corpo tramite raggi infrarossi.
Prima di morire, scrisse il libro The Symphony of Life, dove asserisce che il mondo che ci circonda è fatto di musica.